# Holzgauer Muttekopf
L'Holzgauer Muttekopf est une montagne qui s'élève à 2 431 m d'altitude dans les Alpes d'Allgäu, en Autriche.